# Catocala luciana
Catocala luciana är en fjärilsart som beskrevs av John Kern Strecker 1874. Catocala luciana ingår i släktet Catocala och familjen nattflyn. Inga underarter finns listade i Catalogue of Life.

## Bildgalleri

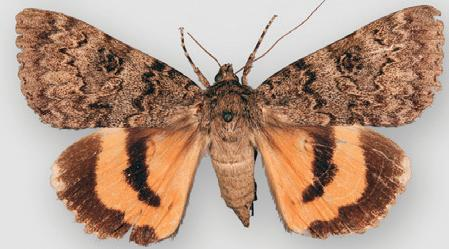
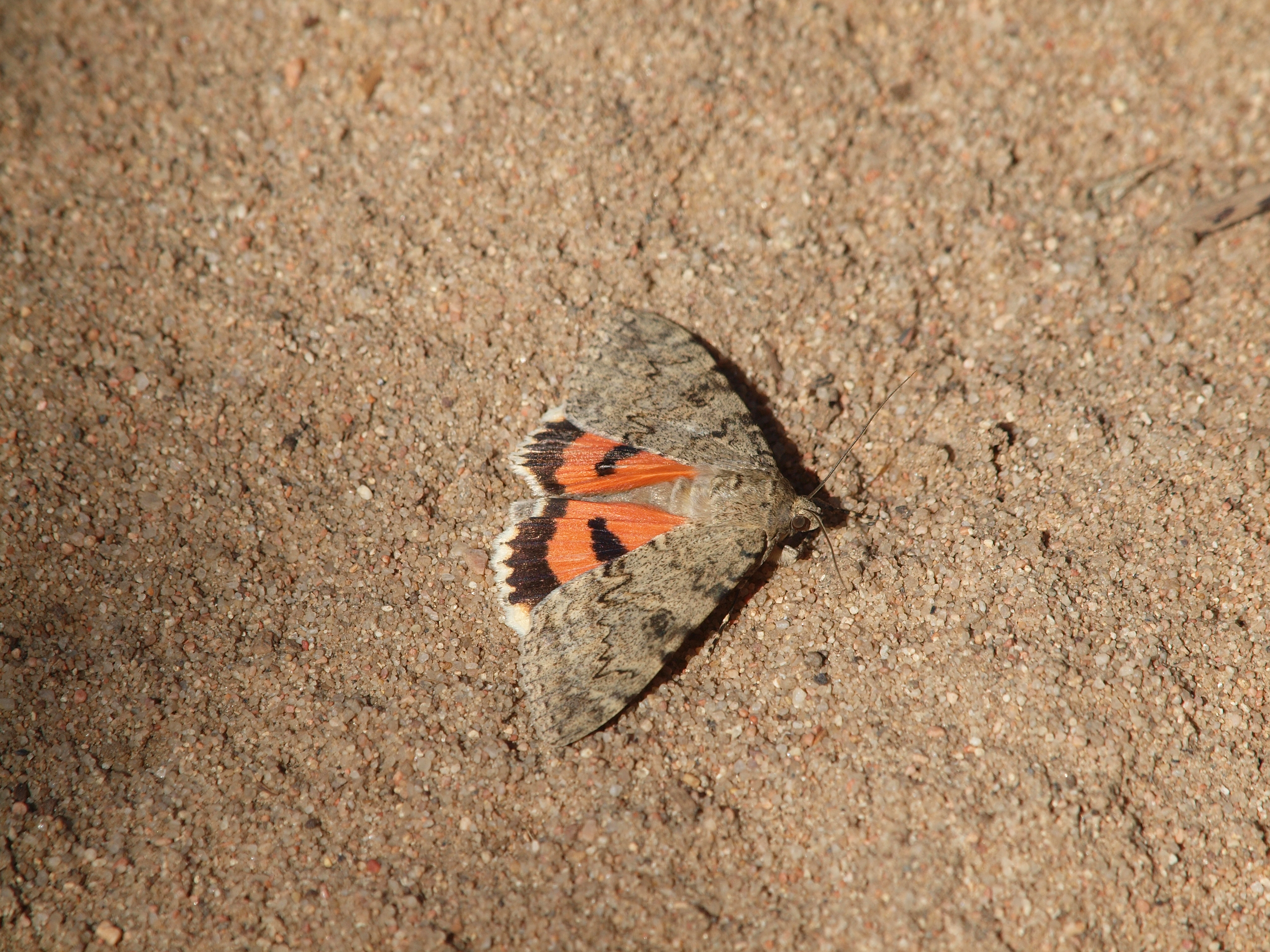